# گوراویماق
گوراویماق (به ترکی استانبولی: Güroymak) شهری است در کشور ترکیه که در استان بتلیس واقع شده‌است. جمعیت این شهر بر اساس سرشماری سال ۲۰۰۸ میلادی ۱۹٬۵۸۰ نفر و بر اساس برآوردهای سال ۲۰۰۹ میلادی ۱۹٬۳۷۳ نفر می‌باشد.